# Cold Wallet
Cold Wallet es una película de suspenso estadounidense de 2024 dirigida por Cutter Hodierne y escrita por John Hibey.

## Sinopsis
Un equipo de Redditors lo pierde todo después de que una estafa de criptomonedas los lleve a conspirar para secuestrar al 'influencer financiero' que los arruinó.

## Reparto
- Raúl Castillo como Billy
- Melonie Diaz como Eva
- Tony Cavalero como Dom
- Josh Brener como Charles Hegel
- Zoe Winters como Eileen

## Estreno
Cold Wallet se estrenó en el festival South by Southwest de 2024 el 8 de marzo de 2024. Fue estrenada en Estados Unidos por Well Go USA Entertainment el 28 de febrero de 2025.